# Aptesis inculta
Aptesis inculta là một loài tò vò trong họ Ichneumonidae.